# Astroloba herrei
Astroloba herrei là một loài thực vật có hoa trong họ Măng tây. Loài này được Uitewaal mô tả khoa học đầu tiên năm 1948.